# ブラック・プレジデント
『ブラック・プレジデント』は、2014年4月8日から6月17日まで毎週火曜日22時 - 22時54分に、関西テレビ制作・フジテレビ系の「火曜22時枠」で放送された日本のテレビドラマである。初回は22時 - 23時9分の15分拡大放送。主演は沢村一樹。2016年6月14日に死去した白川由美の遺作となった。
経営学を一から学び直そうと東京都内の名門私立大学の社会人学生となったアパレル会社のワンマン社長・三田村幸雄が新米講師の秋山杏子や映画サークルの学生たちと関わりを持っていく中で、社内、大学内でのトラブルや悩みを抱える心の葛藤と向き合っていくコメディタッチの社会派ドラマ。また劇中のサブタイトル表示時の三田村の表情は、毎回異なる。

## キャスト

### 主要人物
三田村幸雄（みたむら ゆきお）〈45〉
演 - 沢村一樹（少年期：千葉一磨）
本作品の主人公。大手企業のトレスフィールズインターナショナルの創業者で社長。最終学歴はファッション専門学校卒。城東大学の社会人入試枠を利用し、経営学部経営学科に入学する。父は三田村事務用品店を経営していた。
秋山杏子（あきやま きょうこ）〈28〉
演 - 黒木メイサ
本作品のヒロイン。城東大学経営学部経営学科専任講師。安月給で准教授になれないでいる。城東大学経営学部経営学科卒業、城東大学大学院経営学研究科博士前期課程修了、城東大学大学院経営学研究科博士後期課程修了。映画サークル「アルゴノーツ」のOBでもある。彼女の唯一の著書である大学テキスト用の経営学入門書『あなたにもわかる経営学』を出版した。

### トレスフィールズインターナショナル
冴島真理（さえじま まり）〈32〉
演 - 国仲涼子
社長秘書。
明智志郎（あけち しろう）〈38〉
演 - 永井大
専務。
吉岡美紀（よしおか みき）〈32〉
演 - 壇蜜
社内に常駐する産業医。専門は内科。
遠山美咲
演 - 高部あい
柴田早苗
演 - 廣谷友紀子
上記2名は役員秘書。
安田良太
演 - 渡辺邦斗
小塚
演 - 河野直樹
上記2名は社員。
小早川（こばやかわ）
演 - 岡部たかし
人事担当役員。三田村の高校時代の同級生。

### 城東大学
岡島百合（おかじま ゆり）〈20〉
演 - 門脇麦
映画サークル「アルゴノーツ」合宿企画係担当部員。
工藤亮介（くどう りょうすけ）〈21〉
演 - 永瀬匡
部長。
前川健太（まえかわ けんた）〈21〉
演 - 高田翔
映画サークル「アルゴノーツ」副部長。
松村夏美（まつむら なつみ）〈20〉
演 - 高月彩良
映画サークル「アルゴノーツ」渉外担当部員。
太田信也
演 - 菅裕輔
映画サークル「アルゴノーツ」広報担当部員。
横山由香
演 - 愛名ミラ
映画サークル「アルゴノーツ」新入部員。文学部在籍。
竹下佳織
演 - 瑠衣夏
映画サークル「アルゴノーツ」新入部員。教育学部在籍。
映画サークル「アルゴノーツ」メンバー
演 - せーや（第2PK）、ひろみ（第2PK）
増山圭介（ますやま けいすけ）〈27〉
演 - 澤部佑（ハライチ）
杏子の助手。城東大学大学院経営学研究科博士後期課程院生。

### 三田村家
三田村正美（みたむら まさみ）〈39〉
演 - 青木さやか
幸雄の妹。
三田村絹代（みたむら きぬよ）〈70〉
演 - 白川由美
幸雄の母。

### ゲスト
複数話・単話登場の場合は演者名の横の括弧（）内に表記。
第1話
野島厚子
演 - 藤井祥子（第2話 - 第3話）
松川郁夫
演 - 黄地裕樹（第2話 - 第3話）
上記2名はトレスフィールズ銀座中央店店員。サービス残業は不当な労働だと訴訟を起こす。
吉田
演 - 遠藤たつお（第3話）
教授。杏子の同僚。
第2話
石田美穂
演 - 田中美奈子
松川、野島側代理人の弁護士。
金谷沙織
演 - 鈴木アメリ（第5話）
城東大学女性人権サークル「ウーマンズ」代表。
小林
演 - 犬飼若博（第9話）
トレスフィールズ人事部部長。内定を取り消した学生に暴言を吐いたとして、ジョブトライアル・ジャパンのサイトに悪評記事を書かれる。
第3話
篠崎佳代子
演 - 萬田久子
ジュノザ・ウェディングサロン社長。働く社員たちには充実した福利厚生や高額の報酬を支払い、愛で包み込み哲学を持って社員たちの行く先を示すといった持論を持つ。
マナー講師
演 - 遊佐舞
第5話
坂田玲子
演 - 金谷真由美
トレスフィールズコンプライアンス部部長。
第6話
正美の見合い相手
演 - 関野昌敏（第8話）
山岡
演 - 山崎画大（第9話 - 最終話）
杏子が執筆する本の担当編集者。
第7話
高岡まゆみ
演 - 足立梨花
城東大学経営学部4年生。兄はトレスフィールズの元社員。
ゆき
演 - 末岡いずみ（第8話）
増山が潜入するトレスフィールズ渋谷南店のアルバイト店員。
第8話
田代彩夏
演 - 矢野満咲起
城東大学文学部2年生。アルゴノーツ制作『走るゾンビ!!』主演女優オーディション参加者。
第9話
田島洋一
演 - 大東駿介
学生向け就職活動支援サービス会社「ジョブトライアル・ジャパン」社長。杏子とは城東大学経営学部時代のゼミの同級生。アルゴノーツのメンバーに就職活動にとって重要なポイントを教える。
中西透
演 - タモト清嵐 
城東大学4年生でアルゴノーツOB。300社以上の入社試験を受験するも内定が1社も取れず、「就職活動は地獄」だとアルゴノーツのメンバーに恐怖心を植えつける。
川村良彦
演 - 町井祥真
トレスフィールズ入社試験受験者。北総大学経済学部4年生。
伊藤孝雄
演 - 緒方陽太
トレスフィールズ入社試験内定者。東都大学経済学部4年生。
第10話
秋山彩子
演 - 戸田恵子
杏子の母。夫で杏子の父は600年の歴史を誇る寺の37代目住職。
早雲
演 - 中川智明
東京の寺で修行をしている僧侶。杏子の見合い相手。
川島
演 - 桜井聖
新東京病院内科医。三田村の肝臓の精密検査を担当。
新東京病院看護師
演 - 折井あゆみ
最終話
ジョーンズ
演 - Randy
アメリカアパレル会社「アルファジーン」副社長。
サンディー
演 - Eleonore Wipff
三田村に英会話を教える先生。

## スタッフ
- 脚本 - 尾崎将也
- 音楽 - 仲西匡
- 演出 - 三宅喜重、白木啓一郎（関西テレビ） / 小松隆志（MMJ）
- 主題歌 - コブクロ「陽だまりの道」（ワーナーミュージック・ジャパン）[22]
- 助監督 - 洞功二
- タイトルCG - 奥田圭一
- 経営学指導 - 長瀬勝彦
- リサーチ - 田原拓郎
- 法律監修 - アディーレ法律事務所
- 技術協力 - 東通
- 照明協力 - ラ・ルーチェ
- 美術協力 - フジアール
- 映像協力 - コンテンツリーグ
- 編成 - 東田元（関西テレビ）、南條祐紀（フジテレビ）
- 宣伝 - 岡光寛子（関西テレビ）
- 広告 - 栄川歩美（関西テレビ）
- プロデューサー - 安藤和久、山下有為（関西テレビ） / 木曽貴美子、伊藤達哉（MMJ）
- 協力プロデューサー - 東城祐司（MMJ）
- プロデューサー補 - 瑠東東一郎（メディアプルポ）、椋尾由希子
- 制作 - 関西テレビ、MMJ

## 放送日程
| 各話                                                          | 放送日  | サブタイトル                 | ラテ欄                                      | 演出       | 視聴率 |
| ------------------------------------------------------------- | ------- | ---------------------------- | ------------------------------------------- | ---------- | ------ |
| 第1話                                                         | 4月08日 | 自分の値段を考えろ!          | 毒舌ブラック社長 ゆとり大学生               | 三宅喜重   | 8.3%   |
| 第2話                                                         | 4月15日 | サビ残は預金だ!              | 謝罪要求に激怒 毒舌社長 女弁護士            | 三宅喜重   | 8.4%   |
| 第3話                                                         | 4月22日 | ブラックVSホワイト           | 最強の敵! 社員愛する和装の女社長            | 白木啓一郎 | 8.0%   |
| 第4話                                                         | 4月29日 | ムリは負け犬の言葉だ!        | わがまま社長が物申す! 無理は負け犬の言葉だ! | 小松隆志   | 6.7%   |
| 第5話                                                         | 5月06日 | セクハラは愛だ!              | セクハラ根絶 毒舌男まさかの改心             | 三宅喜重   | 7.2%   |
| 第6話                                                         | 5月13日 | ブラックな誕生日             | お金よりも大切なモノ…社長泣く               | 白木啓一郎 | 7.9%   |
| 第7話                                                         | 5月20日 | 恋するブラック社長!?         | 小悪魔女子大生 毒舌社長を落とす             | 小松隆志   | 6.1%   |
| 第8話                                                         | 5月27日 | 優しい言葉はコストゼロ!      | 女性には優しい言葉で業績アップ              | 三宅喜重   | 7.7%   |
| 第9話                                                         | 6月03日 | ブラック社長VS就活のカリスマ | ブラック流就活内定の極意を伝授              | 白木啓一郎 | 7.2%   |
| 第10話                                                        | 6月10日 | ブラック社長、人生を悟る!?   | 結婚する君へ…社長、人生を悟る!?             | 小松隆志   | 7.4%   |
| 最終話                                                        | 6月17日 | 自分の人生を生きろ!          | 成功も失敗も自分の人生を生きろ              | 三宅喜重   | 7.8%   |
| 平均視聴率 7.5%（視聴率はビデオリサーチ調べ、関東地区・世帯） |         |                              |                                             |            |        |